# Jackson Usuga Mendoza
Jackson Usuga Mendoza (Apartadó, Colombia, 20 de abril de 1998) es un futbolista colombiano. Actualmente juega para el Valletta FC de la Premier League de Malta.

## Trayectoria
Se formó en las divisiones menores del FC Porto junto con Juan José Perea. Luego pasaría entre las temporadas 2017 y 2020 por el CDR Quarteirense de Portugal y el Santa Lucia de Malta junto con su compatriota Kevin Duvan Ante Rosero.

## Clubes

### Formativas
| Club     | País     | Temporadas |
| -------- | -------- | ---------- |
| FC Porto | Portugal | ?-2017     |

### Profesional
| Club             | País     | Temporadas    |
| ---------------- | -------- | ------------- |
| CDR Quarteirense | Portugal | 2017-2018     |
| Santa Lucia      | Malta    | 2018-2020     |
| Gżira United     | Malta    | 2020-2025     |
| Valletta FC      | Malta    | 2025-presente |

## Estadísticas
| Club                      | Div.                | Temporada           | Liga  | Liga  | Copa nacional | Copa nacional | Copa Internacional | Copa Internacional | Total | Total |
| Club                      | Div.                | Temporada           | Part. | Goles | Part.         | Goles         | Part.              | Goles              | Part. | Goles |
| ------------------------- | ------------------- | ------------------- | ----- | ----- | ------------- | ------------- | ------------------ | ------------------ | ----- | ----- |
| CDR Quarteirense Portugal | 5.ª                 | 2017-18             | ?     | ?     | Inexistentes  | Inexistentes  | Inexistentes       | Inexistentes       | ?     | ?     |
| CDR Quarteirense Portugal | Total               | Total               | 0     | 0     | 0             | 0             | 0                  | 0                  | 0     | 0     |
| Santa Lucía Malta         | 1.ª                 | 2018-19             | 0     | 0     | 1             | 2             | Inexistentes       | Inexistentes       | 1     | 2     |
| Santa Lucía Malta         | 1.ª                 | 2019-20             | 17    | 2     | 1             | 0             | Inexistentes       | Inexistentes       | 18    | 2     |
| Santa Lucía Malta         | Total               | Total               | 17    | 2     | 2             | 2             | 0                  | 0                  | 19    | 4     |
| Gżira United Malta        | 1.ª                 | 2020-21             | 17    | 0     | 2             | 1             | Inexistentes       | Inexistentes       | 19    | 1     |
| Gżira United Malta        | 1.ª                 | 2021-22             | 19    | 0     | -             | -             | 4                  | 0                  | 23    | 0     |
| Gżira United Malta        | 1.ª                 | 2022-23             | 18    | 0     | 2             | 0             | 5                  | 0                  | 25    | 0     |
| Gżira United Malta        | 1.ª                 | 2023-24             | 20    | 1     | 4             | 0             | 5                  | 0                  | 29    | 1     |
| Gżira United Malta        | 1.ª                 | 2024-25             | 5     | 1     | -             | -             | -                  | -                  | 5     | 1     |
| Gżira United Malta        | Total               | Total               | 79    | 2     | 8             | 1             | 14                 | 0                  | 101   | 3     |
| Total en su carrera       | Total en su carrera | Total en su carrera | 96    | 4     | 10            | 3             | 14                 | 0                  | 120   | 7     |